# Marila saramaccana
Marila saramaccana là một loài thực vật có hoa thuộc họ Clusiaceae.
Loài này chỉ có ở Suriname.